# Новопетрово (посёлок, Тюменская область)
Новопетрово — посёлок в Аромашевском районе (до 2015 года в Вагайском районе) Тюменской области. Входит в Новопетровское сельское поселение.

## География
Деревня находится в юго-восточной части области, в лесостепной зоне, у автодороги 71А-301 «Аромашево — Вагай». За автодорогой протекает река Вагай.

### Климат
Климат характеризуется как резко континентальный, с длительной морозной зимой и коротким тёплым летом. Средняя многолетняя температура самого холодного месяца (января) составляет −18,6 °С (абсолютный минимум — −49 °С), температура самого тёплого (июля) — 17,6 °С (абсолютный максимум — 38 °С). Безморозный период длится в течение 111 дней. Среднегодовое количество осадков — 200—427 мм, из которых около 70 % приходится на период с мая по сентябрь. Снежный покров держится в среднем 156 дней.

## История
Статус населённого пункта присвоен в 2010 году.
До 2015 года входил в Первомайское сельское поселение Вагайского района.

## Население
123 человека (2020)

## Инфраструктура
Нефтеперекачивающая станция НПС «Новопетрово».

## Транспорт
Автобусное сообщение.